# استرونیه اشلانسکیه
استرونیه اشلانسکیه (لهستانی: Stronie Śląskie؛ ‏[ˈstrɔɲɛ ˈɕlɔ̃skʲɛ]) شهرکی در شهرستان کووزکو واقع در استان سیلزی سفلی است که در گمینا استرونیه اشلانسکیه در نزدیکی مرز لهستان با جمهوری چک قرار دارد. این شهر کوچک که مطابق آمار سال ۲۰۱۹ میلادی ۵٬۷۰۹ نفر جمعیت داشت، در ۱۴ کیلومتری جنوب شرقی کووزکو و ۹۳ کیلومتری جنوب شهر وروتسواف قرار دارد. این منطقه مسکونی در قرن ۱۴ میلادی بنیان نهاده شده و در طول تاریخ تحت قیمومیت کشورها و حکومت‌های گوناگونی بوده است، از جمله پادشاهی بوهم، پادشاهی هابسبورگ، پادشاهی پروس، دودمان اورانیه-ناسائو، امپراتوری آلمان و آلمان نازی. کارخانۀ مشهور کریستال‌سازی «ویولتا» در این شهر قرار دارد.